# Hamburger Sport-Verein 1994-1995
Questa voce raccoglie le informazioni riguardanti l'Hamburger Sport-Verein nelle competizioni ufficiali della stagione 1994-1995.

## Stagione
Nella stagione 1994-1995 l'Amburgo, allenato da Benno Möhlmann, concluse il campionato di Bundesliga al 13º posto. In Coppa di Germania l'Amburgo fu eliminato al secondo turno dallo Schalke 04.

## Rosa
| N. |                     | Ruolo | Calciatore          |
| -- | ------------------- | ----- | ------------------- |
| 1  | Germania (bandiera) | P     | Richard Golz        |
| 3  | Germania (bandiera) | D     | Stefan Schnoor      |
| 4  | Germania (bandiera) | D     | Carsten Kober       |
| 5  | Bulgaria (bandiera) | D     | Petar Hubchev       |
| 6  | Germania (bandiera) | C     | Jürgen Hartmann     |
| 8  | Lituania (bandiera) | A     | Valdas Ivanauskas   |
| 9  | Germania (bandiera) | A     | Karsten Bäron       |
| 10 | Germania (bandiera) | A     | André Breitenreiter |
| 11 | Germania (bandiera) | A     | Frank Ordenewitz    |
| 12 | Germania (bandiera) | D     | Oliver Lüttkenhaus  |
| 13 | Germania (bandiera) | C     | Andreas Fischer     |
| 15 | Svezia (bandiera)   | A     | Niclas Kindvall     |

| N. |                        | Ruolo | Calciatore        |
| -- | ---------------------- | ----- | ----------------- |
| 17 | Stati Uniti (bandiera) | A     | Michael Mason     |
| 19 | Germania (bandiera)    | D     | Marijan Kovačević |
| 20 | Germania (bandiera)    | C     | Marco Weißhaupt   |
| 21 | Germania (bandiera)    | C     | Harald Spörl      |
| 22 | Germania (bandiera)    | C     | Jörg Albertz      |
| 24 | Spagna (bandiera)      | C     | Francisco Copado  |
| 26 | Bulgaria (bandiera)    | C     | Jordan Lečkov     |
|    | Germania (bandiera)    | P     | Uli Stein         |
|    | Germania (bandiera)    | D     | Jörg Bach         |
|    | Germania (bandiera)    | D     | Michael Kostner   |
|    | Argentina (bandiera)   | A     | Sergio Zárate     |

## Organigramma societario
Area tecnica
- Allenatore: Benno Möhlmann
- Allenatore in seconda:
- Preparatore dei portieri:
- Preparatori atletici:

## Calciomercato

### Sessione estiva
| Acquisti | Acquisti            | Acquisti              | Acquisti |
| R.       | Nome                | da                    | Modalità |
| -------- | ------------------- | --------------------- | -------- |
| A        | Niclas Kindvall     | IFK Norrköping        |          |
| D        | Jörg Bach           | Wattenscheid 09       |          |
| A        | André Breitenreiter | Hannover 96           |          |
| C        | Andreas Fischer     | Bayer Leverkusen      |          |
| A        | Michael Mason       | Hessen Kassel         |          |
| P        | Uli Stein           | Eintracht Francoforte |          |
| C        | Marco Weißhaupt     | Rot-Weiß Erfurt       |          |
| A        | Sergio Zárate       | Norimberga            |          |

| Cessioni | Cessioni          | Cessioni              | Cessioni |
| R.       | Nome              | a                     | Modalità |
| -------- | ----------------- | --------------------- | -------- |
| C        | Andreas Sassen    | Dinamo Dresda         |          |
| D        | Markus Babbel     | Bayern Monaco         |          |
| A        | Riccardo Baich    | FSV Francoforte       |          |
| C        | Jörg Bode         | Arminia Bielefeld     |          |
| C        | Armin Eck         | Arminia Bielefeld     |          |
| C        | Christian Korth   | Eintracht Norderstedt |          |
| C        | Michael Spies     | Dinamo Dresda         |          |
| C        | Thomas von Heesen | Arminia Bielefeld     |          |

### Sessione invernale
| Acquisti | Acquisti         | Acquisti   | Acquisti |
| R.       | Nome             | da         | Modalità |
| -------- | ---------------- | ---------- | -------- |
| A        | Frank Ordenewitz | JEF United |          |
| C        | Stig Tøfting     | Aarhus     |          |

| Cessioni | Cessioni      | Cessioni      | Cessioni |
| R.       | Nome          | a             | Modalità |
| -------- | ------------- | ------------- | -------- |
| C        | Stig Tøfting  | Aarhus        |          |
| A        | Jørn Andersen | Dinamo Dresda |          |

## Risultati

### Bundesliga

#### Girone di andata
| Arbitro: | Berg |

|                     |           |                  |
| Élber 50’ Bobic 90’ | Marcatori | 72’ (rig.) Spörl |

| Amburgo 24 agosto 1994, ore 20:00 CEST 2ª giornata | Amburgo  | 0 – 0 referto | Bayer Uerdingen | Volksparkstadion (28 000 spett.)\| Arbitro: \| Fröhlich \| |
| Arbitro:                                           | Fröhlich |               |                 |                                                            |

| Arbitro: | Strigel |

|  |           |           |
|  | Marcatori | 78’ Bäron |

| Arbitro: | Werthmann |

|                                    |           |         |
| Schnoor 57’ Albertz 70’ Lečkov 89’ | Marcatori | 2’ Fink |

| Arbitro: | Habermann |

|                     |           |                   |
| Matthäus 84’ (rig.) | Marcatori | 15’ Breitenreiter |

| Arbitro: | Dardenne |

|                       |           |             |
| Albertz 52’ Bäron 88’ | Marcatori | 54’ Dittgen |

| Arbitro: | Jansen |

|                 |           |                                                       |
| Besčastnych 11’ | Marcatori | 29’ Lečkov 38’ Hubchev 44’ (aut.) Wiedener 76’ Zárate |

| Arbitro: | Fröhlich |

|                                  |           |                |
| Spörl 32’ (rig.), 50’ Lečkov 42’ | Marcatori | 21’ Guðjónsson |

| Arbitro: | Krug |

|                                    |           |  |
| Spanring 10’ Kohl 26’ Heinrich 47’ | Marcatori |  |

| Arbitro: | Buchhart |

|           |           |                             |
| Bäron 16’ | Marcatori | 62’ Wynhoff 84’ Kastenmaier |

| Arbitro: | Heynemann |

|  |           |                                                     |
|  | Marcatori | 19’ Hartmann 27’ Albertz 56’ Schnoor 69’, 75’ Spörl |

| Arbitro: | Wagner |

|             |           |                         |
| Albertz 12’ | Marcatori | 48’ Schuster 70’ Dooley |

| Arbitro: | Weber |

|                                 |           |  |
| Schnoor 27’ Spörl 69’ Bäron 73’ | Marcatori |  |

| Arbitro: | Merk |

|               |           |             |
| Hauptmann 12’ | Marcatori | 86’ Albertz |

| Amburgo 26 novembre 1994, ore 15:30 CET 15ª giornata | Amburgo | 0 – 0 referto | Kaiserslautern | Volksparkstadion (24 821 spett.)\| Arbitro: \| Casper \| |
| Arbitro:                                             | Casper  |               |                |                                                          |

| Arbitro: | Krug |

|                            |           |  |
| Legat 1’ (rig.) Furtok 88’ | Marcatori |  |

| Arbitro: | Best |

|  |           |                                      |
|  | Marcatori | 52’ Sammer 56’, 63’, 78’ (rig.) Zorc |

#### Girone di ritorno
| Arbitro: | Krug |

|  |           |                    |
|  | Marcatori | 17’ Bobic 44’ Buck |

| Arbitro: | Albrecht |

|                                     |           |             |
| Wedau 17’ Krieg 35’, 69’ Grauer 42’ | Marcatori | 7’ Kindvall |

| Arbitro: | Fischer |

|                                    |           |  |
| Spörl 43’, 79’ (rig.) Kindvall 54’ | Marcatori |  |

| Arbitro: | Weber |

|               |           |  |
| Carl 42’, 54’ | Marcatori |  |

| Arbitro: | Jansen |

|             |           |                   |
| Albertz 86’ | Marcatori | 67’ (rig.) Scholl |

| Arbitro: | Werthmann |

|                       |           |             |
| Ordenewitz 80’ (aut.) | Marcatori | 56’ Albertz |

| Amburgo 2 aprile 1995, ore 18:00 CEST 24ª giornata | Amburgo | 0 – 0 referto | Werder Brema | Volksparkstadion (42 000 spett.)\| Arbitro: \| Strigel \| |
| Arbitro:                                           | Strigel |               |              |                                                           |

| Bochum 7 aprile 1995, ore 20:00 CEST 25ª giornata | Bochum | 0 – 0 referto | Amburgo | Ruhrstadion (22 000 spett.)\| Arbitro: \| Best \| |
| Arbitro:                                          | Best   |               |         |                                                   |

| Arbitro: | Fröhlich |

|            |           |                |
| Lečkov 43’ | Marcatori | 35’, 84’ Spies |

| Arbitro: | Steinborn |

|                       |           |             |
| Herrlich 10’ Fach 64’ | Marcatori | 84’ Albertz |

| Arbitro: | Kiefer |

|                                 |           |  |
| Hubchev 32’ Ivanauskas 56’, 88’ | Marcatori |  |

| Arbitro: | Albrecht |

|                                          |           |             |
| Sérgio 66’ Völler 69’ (rig.) Kirsten 86’ | Marcatori | 10’ Fischer |

| Arbitro: | Dardenne |

|            |           |                   |
| Bodden 38’ | Marcatori | 79’ Breitenreiter |

| Arbitro: | Scheuerer |

|  |           |                                       |
|  | Marcatori | 20’ Rudy 23’, 41’ Polster 87’ Dziwior |

| Arbitro: | Weber |

|                                        |           |                   |
| Kuka 4’ Kadlec 52’ Kuntz 74’ Haber 89’ | Marcatori | 19’ Breitenreiter |

| Arbitro: | Werthmann |

|                                         |           |            |
| Breitenreiter 62’ Albertz 78’ Mason 85’ | Marcatori | 68’ Aničić |

| Arbitro: | Strigel |

|                      |           |  |
| Möller 9’ Ricken 28’ | Marcatori |  |

### Coppa di Germania
| Arbitro: | Friedrichs |

|           |           |                                                    |
| Kneip 87’ | Marcatori | 4’, 66’ Andersen 19’ Lečkov 27’ Kober 54’ Hartmann |

| Arbitro: | Zerr |

|                                        |           |                |
| Anderbrügge 23’ (rig.), 31’ Mulder 59’ | Marcatori | 17’, 76’ Bäron |

## Statistiche

### Statistiche di squadra
| Competizione      | Punti | In casa | In casa | In casa | In casa | In casa | In casa | In trasferta | In trasferta | In trasferta | In trasferta | In trasferta | In trasferta | Totale | Totale | Totale | Totale | Totale | Totale | DR |
| Competizione      | Punti | G       | V       | N       | P       | Gf      | Gs      | G            | V            | N            | P            | Gf           | Gs           | G      | V      | N      | P      | Gf     | Gs     | DR |
| ----------------- | ----- | ------- | ------- | ------- | ------- | ------- | ------- | ------------ | ------------ | ------------ | ------------ | ------------ | ------------ | ------ | ------ | ------ | ------ | ------ | ------ | -- |
| Bundesliga        | 39    | 17      | 7       | 4       | 6       | 24      | 21      | 17           | 3            | 5            | 9            | 19           | 29           | 34     | 10     | 9      | 15     | 43     | 50     | -7 |
| Coppa di Germania | -     | 0       | 0       | 0       | 0       | 0       | 0       | 2            | 1            | 0            | 1            | 7            | 4            | 2      | 1      | 0      | 1      | 7      | 4      | +3 |
| Totale            | 39    | 17      | 7       | 4       | 6       | 24      | 21      | 19           | 4            | 5            | 10           | 26           | 33           | 36     | 11     | 9      | 16     | 50     | 54     | -4 |

### Andamento in campionato
| Giornata  | 1  | 2  | 3 | 4 | 5 | 6 | 7 | 8 | 9 | 10 | 11 | 12 | 13 | 14 | 15 | 16 | 17 | 18 | 19 | 20 | 21 | 22 | 23 | 24 | 25 | 26 | 27 | 28 | 29 | 30 | 31 | 32 | 33 | 34 |
| --------- | -- | -- | - | - | - | - | - | - | - | -- | -- | -- | -- | -- | -- | -- | -- | -- | -- | -- | -- | -- | -- | -- | -- | -- | -- | -- | -- | -- | -- | -- | -- | -- |
| Luogo     | T  | C  | T | C | T | C | T | C | T | C  | T  | C  | C  | T  | C  | T  | C  | C  | T  | C  | T  | C  | T  | C  | T  | C  | T  | C  | T  | T  | C  | T  | C  | T  |
| Risultato | P  | N  | V | V | N | V | V | V | P | P  | V  | P  | V  | N  | N  | P  | P  | P  | P  | V  | P  | N  | N  | N  | N  | P  | P  | V  | P  | N  | P  | P  | V  | P  |
| Posizione | 14 | 14 | 8 | 6 | 9 | 6 | 5 | 3 | 5 | 9  | 3  | 7  | 4  | 5  | 7  | 9  | 9  | 9  | 10 | 9  | 9  | 9  | 9  | 9  | 10 | 11 | 13 | 12 | 12 | 12 | 12 | 13 | 12 | 13 |

Legenda:

Luogo: C = Casa; T = Trasferta. Risultato: V = Vittoria; N = Pareggio; P = Sconfitta.

### Statistiche dei giocatori
| Giocatore        | Bundesliga | Bundesliga | Bundesliga  | Bundesliga | Coppa di Germania | Coppa di Germania | Coppa di Germania | Coppa di Germania | Totale   | Totale | Totale      | Totale     |
| Giocatore        | Presenze   | Reti       | Ammonizioni | Espulsioni | Presenze          | Reti              | Ammonizioni       | Espulsioni        | Presenze | Reti   | Ammonizioni | Espulsioni |
| ---------------- | ---------- | ---------- | ----------- | ---------- | ----------------- | ----------------- | ----------------- | ----------------- | -------- | ------ | ----------- | ---------- |
| J. Albertz       | 34         | 9          | 2           | 0          | 2                 | 0                 | 0                 | 0                 | 36       | 9      | 2           | 0          |
| J. Andersen      | 7          | 0          | 0           | 0          | 1                 | 2                 | 0                 | 0                 | 8        | 2      | 0           | 0          |
| J. Bach          | 28         | 0          | 6           | 1          | 2                 | 0                 | 0                 | 0                 | 30       | 0      | 6           | 1          |
| A. Breitenreiter | 16         | 4          | 0           | 0          | 0                 | 0                 | 0                 | 0                 | 16       | 4      | 0           | 0          |
| K. Bäron         | 14         | 4          | 1           | 1          | 1                 | 2                 | 1                 | 0                 | 15       | 6      | 2           | 1          |
| F. Copado        | 2          | 0          | 0           | 0          | 0                 | 0                 | 0                 | 0                 | 2        | 0      | 0           | 0          |
| A. Fischer       | 25         | 1          | 9           | 0          | 2                 | 0                 | 1                 | 0                 | 27       | 1      | 10          | 0          |
| R. Golz          | 17         | 0          | 0           | 0          | 0                 | 0                 | 0                 | 0                 | 17       | 0      | 0           | 0          |
| J. Hartmann      | 29         | 1          | 3           | 1          | 2                 | 1                 | 0                 | 0                 | 31       | 2      | 3           | 1          |
| P. Hubchev       | 28         | 2          | 5           | 0          | 2                 | 0                 | 0                 | 0                 | 30       | 2      | 5           | 0          |
| V. Ivanauskas    | 27         | 2          | 5           | 2          | 2                 | 0                 | 0                 | 0                 | 29       | 2      | 5           | 2          |
| N. Kindvall      | 16         | 2          | 0           | 0          | 0                 | 0                 | 0                 | 0                 | 16       | 2      | 0           | 0          |
| C. Kober         | 19         | 0          | 4           | 1          | 2                 | 1                 | 1                 | 0                 | 21       | 1      | 5           | 1          |
| M. Kostner       | 10         | 0          | 4           | 0          | 1                 | 0                 | 0                 | 1                 | 11       | 0      | 4           | 1          |
| M. Kovačević     | 10         | 0          | 2           | 1          | 0                 | 0                 | 0                 | 0                 | 10       | 0      | 2           | 1          |
| Y. Lečkov        | 30         | 4          | 1           | 0          | 2                 | 1                 | 0                 | 0                 | 32       | 5      | 1           | 0          |
| O. Lüttkenhaus   | 3          | 0          | 0           | 0          | 0                 | 0                 | 0                 | 0                 | 3        | 0      | 0           | 0          |
| M. Mason         | 2          | 1          | 0           | 0          | 0                 | 0                 | 0                 | 0                 | 2        | 1      | 0           | 0          |
| F. Ordenewitz    | 15         | 0          | 5           | 0          | 0                 | 0                 | 0                 | 0                 | 15       | 0      | 5           | 0          |
| A. Sassen        | 8          | 0          | 2           | 1          | 0                 | 0                 | 0                 | 0                 | 8        | 0      | 2           | 1          |
| S. Schnoor       | 28         | 3          | 5           | 1          | 2                 | 0                 | 0                 | 0                 | 30       | 3      | 5           | 1          |
| H. Spörl         | 29         | 8          | 4           | 0          | 1                 | 0                 | 0                 | 0                 | 30       | 8      | 4           | 0          |
| U. Stein         | 19         | 0          | 3           | 1          | 2                 | 0                 | 1                 | 0                 | 21       | 0      | 4           | 1          |
| S. Tøfting       | 3          | 0          | 1           | 0          | 1                 | 0                 | 0                 | 0                 | 4        | 0      | 1           | 0          |
| M. Weißhaupt     | 9          | 0          | 1           | 0          | 0                 | 0                 | 0                 | 0                 | 9        | 0      | 1           | 0          |
| S. Zárate        | 11         | 1          | 0           | 0          | 1                 | 0                 | 0                 | 0                 | 12       | 1      | 0           | 0          |